# Vingt-quatre pièces de fantaisie
Les Vingt-quatre pièces de fantaisie pour orgue sont des œuvres de Louis Vierne.
Publiées en 1926 et 1927, elles constituent 4 volumes de 6 pièces chacun, dont la plus célèbre reste le Carillon de Westminster, au répertoire de tous les virtuoses de l'orgue :
Première Suite, Op. 51
1. Prélude
2. Andantino
3. Intermezzo
4. Caprice
5. Requiem æternam
6. Marche nuptiale
Deuxième Suite, Op. 53
7. Lamento
8. Sicilienne
9. Hymne au soleil
10. Feux follets
11. Clair de lune
12. Toccata
Troisième Suite, Op. 54
13. Dédicace
14. Impromptu
15. Étoile du soir
16. Fantômes
17. Sur le Rhin
18. Carillon de Westminster
Quatrième Suite, Op. 55
19. Aubade
20. Résignation
21. Cathédrales
22. Naïades
23. Gargouilles et Chimères
24. Les cloches de Hinckley

## Discographie
- Deuxième Symphonie et Deuxième Suite des Pièces de fantaisie de Louis Vierne par Pierre Pincemaille - Festivo FECD 137